# Seleção Sueca de Rugby Union
A Seleção Sueca de Rugby Union é a equipe que representa a Suécia em competições internacionais de Rugby Union.